# Munster (Németország)
Munster település Németországban, azon belül Alsó-Szászország tartományban. Lakosainak száma 15 413 fő (2023. december 31.). Munster Wriedel, Rehlingen, Bispingen, Soltau, Wietzendorf és Faßberg községekkel határos.

## Népesség
A település népességének változása:
| Lakosok száma | 14 768 | 14 958 | 14 983 | 15 117 | 15 059 | 15 366 | 15 413 |
|               | 2014   | 2016   | 2017   | 2019   | 2021   | 2022   | 2023   |